# Pila de Bluetooth
Una pila Bluetooth és una aplicació que gestiona tots els serveis del port Bluetooth.
Les piles Bluetooth poden classificar-se en dos grans grups:
1. Implementacions de propòsit general, escrites amb èmfasi en l'amplitud de característiques i la flexibilitat, típicament per a ordinadors personals. Es pot afegir suport per perfils Bluetooth específics per mitjà de drivers.
2. Implementacions encastades per al seu ús en dispositius on els recursos són limitats i la demanda és baixa, tals com perifèrics Bluetooth.

En general, només pot usar-se una pila en un moment donat. Els canvis solen requerir la desinstal·lació de la pila prèvia, encara que una traça de les piles usades en el passat romangui en el registre. Existeixen casos en els quals dues piles poden usar-se en el mateix ordinador, cadascuna d'elles amb la seva pròpia ràdio Bluetooth independent.

## Implementacions de propòsit general

### Winmac

#### Widcomm
Widcomm és la primera pila que va sortir per al sistema operatiu Windows. Inicialment desenvolupada per Widcomm Inc., aquesta va ser adquirida per Broadcom Corporation a l'abril de 2004, que continua venent llicències per al seu ús en multitud de dispositius Bluetooth.
Existeix una API per interactuar amb la pila a través d'una aplicació genèrica.

#### Pila de Windows
Windows XP inclou una pila integrada a partir del Service Pack 2. Prèviament, Microsoft va llançar un QFE de la seva pila en el Service Pack 1, amb la referència QFE323183. No obstant això, només va ser distribuïda a companyies i no directament al públic. Aquestes companyies podien utilitzar el QFE com a part dels instal·ladors dels seus dispositius Bluetooth, encara que ja no està suportat per Microsoft.
Windows Vesteixi inclou també una pila integrada que és una expansió de la pila present en Windows XP. A més del suporta para més perfils Bluetooth, també suporta el desenvolupament de drivers que permet que els desenvolupadors externs donin suport a perfils addicionals, un aspecte que no estava present en la pila de Windows XP i només permetia el desenvolupament per sobre de la pila de Microsoft (el que segons alguns va retardar la seva adopció).
Microsoft no ha llançat una pila oficial per a versions anteriors del seu sistema operatiu com Windows 2000 o Windows EM.
Windows Vesteixi i Windows 7 ofereixen una renovació i millora de la pila present en els seus anteriors sistemes operatius.

#### Pila Toshiba
Toshiba ha desenvolupat la seva pròpia pila per Microsoft Windows. Aquesta és una pila diferent a la integrada en el sistema operatiu. Toshiba ven llicències a OEM's i s'ha utilitzat en alguns portàtils de Dell i Sony. Ha de signar-se un acord de confidencialitat per tenir accés a l'API.

#### BlueSoleil
BlueSoleil està desenvolupada per IVT Corporation, que es dedica al desenvolupament de piles per a dispositius encastats i sistemes d'escriptori. Està disponible en versions estàndard i VoIP per Microsoft Windows. La versió d'escriptori suporta DUN, FAX, HFP, HSP, LAP, OBEX, OPP, PA SPP, AV, BIP, FTP, GAP, HID, SDAP, and SYNC. L'API es pot obtenir sense cap cost, i es proveeix una interfície d'usuari que monitora l'activitat de l'API en temps real, la qual cosa ofereix suport al desenvolupament de programari. Actualment l'aplicació és de tipus shareware, per la qual cosa està limitada. Si es desitja funcionalitat completa s'ha de pagar llicència.

### Linux
Actualment hi ha dues implementacions principals para Linux:
- BlueZ, inclosa oficialment en el nucli i desenvolupada inicialment per Qualcomm.
- Affix, desenvolupada per Nokia Research Center.

#### BlueZ
BlueZ és la pila Bluetooth oficial de Linux. La seva meta és aconseguir una implementació dels estàndards sense fils Bluetooth per Linux. En 2006, la pila suporta tots els protocols i nivells de l'especificació de base. Està disponible a partir de la versió 2.4.6 del nucli.

## Implementacions embegudes o encastades

### lwBT
lwBT és una implementació lleugera de codi obert de la pila de protocols Bluetooth per al seu ús en sistemes embeguts. Actua com a interfície de xarxa per a la pila lwIP.
Suporta alguns protocols i nivells Bluetooth com els nivells UART H4 i BCSP. Entre els nivells superiors suportats estan: HCI, L2CAP, SDP, BNEP, RFCOMM i PPP.
Els perfils que suporta són: PA (NAP, GN, PANU), LAP, DUN i port seriï.
lwBT s'ha portat a les línies de microcontroladors Renesas M16C i Atmega AVR, sobre Linux i Windows.

### Windows CE
Windows CE és el sistema operatiu embegut de Microsoft, que també ofereix suport per Bluetooth.

### BlueLet
Un altre producte d'IVT Corporation, que actualment suporta DUN, FAX, HFP, HSP, LAP, OBEX, OPP, PA i SPP.